# Het Kanaal 5
Het woonhuis aan Het Kanaal 5 in Assen is een vroeg werk van de architect J.F.A. Göbel, gebouwd in 1927 in opdracht van H.M. Mulder. Het pand onderscheidt zich door een opvallende, expressionistische vormgeving die niet bij een specifieke bouwstijl aansluit. Bouwhistoricus Ronald Stenvert vond dat het invloeden vertoonde van de stijl van K.P.C. de Bazel. Het pand is een gemeentelijk monument.

## Architectuur en constructie
Het huis, dat twee bouwlagen heeft onder een ver uitkragend plat dak, is opgetrokken in schone baksteen. De gevels worden verlevendigd met uitgemetselde baksteendecoraties, cordonlijsten en accenten van zwarte baksteen. Hoewel Göbel vaker met baksteenmotieven zou werken, deed hij dit nooit meer zo uitbundig als bij dit pand. Alleen het inmiddels afgebroken pand dat hij bouwde voor Joh. Kalsbeek op de hoek Venestraat-Venedwarsstraat, kwam qua baksteenmotiefgebruik enigszins in de buurt. De gevels bevatten recht gesloten gevelopeningen.
De asymmetrische voorgevel heeft een risalerende rechter gevelpartij met in het midden een vierzijdige erker die over de gehele breedte een doorgetrokken venster heeft met geprofileerde stijlen. De erker is doorgetrokken over de verdieping, waar het een balkon vormt met een gesloten balustrade. Deze balustrade heeft decoratief metselwerk en vijf gemetselde zeszijdige stijlen, waarop een gemetselde rand en een overstek rusten. Het balkon, of loggia, is voorzien van een deur met regelverdeling en zijlichten.
De linker travee heeft een opgemetselde stoep met een paneeldeur. De deur is voorzien van een ruitvormig deurlicht, zijlichten met glas-in-loodramen en staat onder een platte, gemetselde luifel met een ijzeren rand. De onderzijde van de luifel bestaat uit pleisterwerk waarin decoratief metselwerk is verwerkt. Boven de entree staat een veld met decoratief metselwerk en drie vensters, waarvan de middelste blind is. Aan weerszijden van de vensters liggen uitgemetselde banden van donkere steen. De houten overstekken boven de zijgevels en het linker deel van de voorgevel verbreden zich naar het midden toe.

## Waardering
Het woonhuis is van algemeen belang vanwege de cultuurhistorische, architectuurhistorische en ensemblewaarde, evenals de herkenbaarheid en de grote mate van gaafheid van het exterieur.
- Cultuurhistorische en sociaal-historische waarde: Het huis is een bijzondere uitdrukking van een ontwikkeling in de woningbouw voor de middenstand en de beter gesitueerden in het Interbellum.
- Architectuurhistorisch belang: Het ontwerp heeft een hoge kwaliteit en is kenmerkend voor de bouwtijd wat betreft hoofdvorm, materiaalgebruik en detaillering. Het pand wordt gezien als een bijzonder werk binnen het oeuvre van J.F.A. Göbel, een belangrijke architect voor Assen.
- Ensemblewaarde: Het woonhuis is een bijzonder, beeldbepalend onderdeel van de bebouwing aan het Kanaal.

Tijdens de bouw overleed opdrachtgever Mulder. Zijn weduwe plaatste een advertentie waarin ze Göbel niet alleen dankte voor de goede afwerking van het huis, maar ook voor de steun en het begrip dat ze van hem kreeg tijdens haar rouwperiode.